# Stenodactylus sharqiyahensis
Espèce
Stenodactylus sharqiyahensis est une espèce de geckos de la famille des Gekkonidae.

## Répartition
Cette espèce est endémique de la région d'Ach-Charqiya à Oman.

## Étymologie
Son nom d'espèce, composé de sharqiyah et du suffixe latin -ensis, « qui vit dans, qui habite », lui a été donné en référence au lieu de sa découverte, les Sharqiyah Sands.

## Publication originale
- Metallinou & Carranza, 2013 : New species of Stenodactylus (Squamata: Gekkonidae) from the Sharqiyah Sands in northeastern Oman. Zootaxa, no 3745 (4), p. 449–468.